# Walckenaeria gomerensis
Walckenaeria gomerensis är en spindelart som beskrevs av Jörg Wunderlich 1987. Walckenaeria gomerensis ingår i släktet Walckenaeria och familjen täckvävarspindlar.
Artens utbredningsområde är Kanarieöarna. Inga underarter finns listade i Catalogue of Life.